# Premio Isay Klasse al Libro de Educación
El Premio Isay Klasse al Libro de Educación tiene como propósito estimular la investigación y la producción escrita en el área del pensamiento pedagógico, como también reconocer el trabajo de edición de obras sobre teoría y práctica educativa.
Es otorgado por la Fundación El libro, institución que cada año organiza la Feria Internacional del Libro de Buenos Aires y en cada oportunidad, el jurado está integrado por destacados especialistas en educación y pedagogía.
El primer premio fue otorgado en 1995 y lo recibió el libro Enfoques hacia una Didáctica Humanística de la Matemática de Luis A. Santaló.
A partir de 2011, el Premio al Libro de Educación cambió su nombre por Premio Isay Klasse al Libro de Educación, en homenaje a su creador. 
Isay Klasse, nacido en Buenos Aires el 11 de abril de 1923 y fallecido el 10 de octubre de 2011, fue Consejero Honorario de la Cámara Argentina del Libro (1970 -2011) y Consejero Honorario de la Fundación El Libro (1980-2010).

## Selección y criterio de la designación del premio
Se premia dos categorías: Obras teóricas y de Investigación y obras sobre prácticas y experiencias en el aula. En cada categoría hay un primer premio que consta de una suma de dinero para el autor o los autores del libro elegido y un diploma para el editor.
Este premio es una de las distinciones más prestigiosas en su género y pueden aspirar, en ambas categorías, todos los libros en lengua española, en versión original, de editoriales o sus representantes y distribuidores con residencia en la República Argentina. Deben ser libros que aborden temas pertinentes al campo de las Ciencias de la Educación y presenten fundamentos teóricos, informes de investigaciones, desarrollo de las prácticas o de experiencias educativas.

## Los premiados

### Premio a obras teóricas
| Año  | Publicación | Autores                                                               | Editorial                                                      |
| ---- | --- | --------------------------------------------------------------------- | -------------------------------------------------------------- |
| 2025 | Violencias: Familias y escuelas desbordadas. Dispositivos de convivencia para fortalecer los vínculos                   | Mariano Cranco                                                        | Homo Sapiens Ediciones                                         |
| 2024 | Discapacidad y derechos humanos. Recorrido histórico, arte, sexualidad y diversidad                                     | Patricio Huerga                                                       | Homo Sapiens Ediciones                                         |
| 2023 | Neurociencia en la escuela. Guía amigable (y sin bla bla) para entender cómo funciona el cerebro durante el aprendizaje | Andrea Goldin                                                         | Siglo XXl Editores                                             |
| 2022 | ¿Las emociones se educan?                                                                                               | Ana Kurtzbart                                                         | Lugar Editorial                                                |
| 2020 | Pedagogía, planteos epistemológicos y perspectivas educativas                                                           | Sandra María Gómez                                                    | Editorial Brujas                                               |
| 2019 | Historia y pedagogía de la educación inicial de la Argentina                                                            | Mónica Fernández Pais                                                 | Homo Sapiens Ediciones                                         |
| 2018 | La creación audiovisual en la infancia                                                                                  | Gabriela Augustowsky                                                  | Editorial Paidós                                               |
| 2017 | Leer a Comenio | Alicia R. W. de Camilloni                                             | Editorial Paidós                                               |
| 2016 | Gestionar una escuela secundaria posible                                                                                | Diego Bibian                                                          | Editorial Noveduc                                              |
| 2015 | Violencia. Cómo construir autoridad para una escuela inclusiva                                                          | Mara Brawer y Marina Lerner                                           | Editorial Aique                                                |
| 2014 | El lado subjetivo de la gestión                                                                                         | Bernardo Blejmar                                                      | Aique Grupo Editor                                             |
| 2013 | La escuela tiene sentido                                                                                                | Fernando Onetto                                                       | Editorial Noveduc                                              |
| 2012 | La búsqueda del lenguaje                                                                                                | Ángela Pradelli                                                       | Editorial Paidós                                               |
| 2011 | Educación, familia y escuela                                                                                            | Liliana Pascual                                                       | Homo Sapiens Ediciones                                         |
| 2010 | Ayudas para aprender. Trastornos del desarrollo y prácticas inclusivas                                                  | Daniel Valdez                                                         | Editorial Paidós                                               |
| 2009 | Una introducción al rol de la biblioteca en la educación del siglo XXI                                                  | Mabel Kolesas                                                         | Fondo de Cultura Económica                                     |
| 2008 | Docentes de infancia. Antropología del trabajo en la escuela primaria                                                   | Graciela Batallán                                                     | Editorial Paidós                                               |
| 2008 | El saber didáctico | Alicia R. W. de Camilloni, Estela Cols, Laura Basabe y Silvina Feeney | Editorial Paidós                                               |
| 2007 | ¿Chicos aburridos? El problema de la motivación en la escuela                                                           | Cecilia Bixio                                                         | Homo Sapiens Ediciones                                         |
| 2006 | Historia de las universidades argentinas                                                                                | Pablo Buchbinder                                                      | Editorial Sudamericana                                         |
| 2006 | La educación aún espera                                                                                                 | Mariano de Vedia                                                      | Editorial Eudeba                                               |
| 2005 | Los arrabales de la literatura. La historia de la enseñanza literaria en la escuela secundaria (1860-1960)              | Gustavo Bombini                                                       | Editorial Miño y Dávila y Facultad de Filosofía y Letras (UBA) |
| 2004 | Libros escolares. Una introducción a su análisis y evaluación                                                           | Graciela Carbone                                                      | Fondo de Cultura Económica                                     |
| 2003 | La enseñanza del Derecho y la Formación de la Conciencia Jurídica                                                       | Carlos Alberto Lista y Ana María Brigido                              | Sima Editora                                                   |
| 2002 | Juego y aprendizaje escolar. Los rasgos del juego en la educación infantil                                              | Patricia Mónica Sarlé                                                 | Ediciones Novedades Educativas                                 |
| 2001 | ¿Qué aprenden los niños cuando aprenden a hablar? El desarrollo lingüístico y cognitivo en los primeros años            | Ana María Borzone de Manrique y Celia Renata Rosemberg                | Aique Grupo Editor                                             |
| 2000 | La tragedia educativa                                                                                                   | Guillermo Jaim Etcheverry                                             | Fondo de Cultura Económica                                     |
| 1999 | El análisis de lo institucional en la escuela                                                                           | Lidia M. Fernández                                                    | Editorial Paidós                                               |
| 1998 | Volver a la Historia | Luis Alberto Romero                                                   | Aique Grupo Editor                                             |
| 1997 | Noticias del Planeta Tierra                                                                                             | Guillermo Boido                                                       | A-Z Editora                                                    |
| 1996 | El trabajo intelectual en la escuela                                                                                    | Regina Gibaja                                                         | Academia Nacional de Educación                                 |
| 1996 | Articulaciones entre el Jardín y la E.G.B., la alfabetización expandida                                                 | María Teresa González Cuberes                                         | Editorial Aique                                                |
| 1995 | Enfoques hacia una Didáctica Humanística de la Matemática                                                               | Luis A. Santaló y colaboradores                                       | Editorial Troquel                                              |

### Premio a obras prácticas
| Año  | Publicación | Autores                                                                         | Editorial                      |
| 2025 | La sensopercepción en la trama de la expresión corporal. Creatividad, corporalidad y educación artística            | Olga Nicasio y Mercedes Oliveto                                                 | Ediciones Novedades Educativas |
| 2024 | Enseñar a leer y escribir. Guía práctica (y equilibrada) para orientarse en el barullo de la alfabetización inicial | Beatriz Diuk                                                                    | Siglo XXI Editores             |
| 2023 | La convivencia como base de la inclusión escolar. Lo social como punto de fuga entre lo educativo y lo terapéutico  | Marcelo Rocha                                                                   | HomoSapiens Ediciones          |
| 2022 | Enseñar distinto | Melina Furman                                                                   | Siglo XXI Editores             |
| 2020 | Aprender ciencias en el Jardín de Infantes                                                                          | Melina Furman, Diana Jarvis, Mariana Luzuriaga y María Eugenia G. T. de Podestá | Aique Grupo Editorial          |
| 2019 | La escritura en taller. De Grafein a las aulas                                                                      | Fernanda Cano y Beatriz Vottero                                                 | Arandu                         |
| 2018 | 8 claves para financia proyectos innovadores desde la escuela Técnica                                               | Inés María Nevárez                                                              | Noveduc                        |
| 2017 | La omisión imposible en la Educación                                                                                | Silvia Montoya                                                                  | Lugar Editorial                |
| 2016 | Didáctica de la Astronomía                                                                                          | Alejandro Gangui y María C. Iglesias                                            | Editorial Paidós               |
| 2015 | Herramientas para enseñar a leer y escribir cuentos                                                                 | Silvina Marsimian                                                               | Editorial Aique                |
| 2014 | Los chicos aprenden a escribir textos                                                                               | Verónica Sánchez Abchi, Beatriz Alicia Medrano y Ana María Borzone              | Ediciones Novedades Educativas |
| 2013 | Campamentos escolares. La escuela al aire libre                                                                     | Ana “Palala” Grinberg                                                           | La Crujía                      |
| 2012 | Geometría y origami                                                                                                 | Stella Ricotti                                                                  | Homo Sapiens Ediciones         |
| 2011 | Entre aritmética y álgebra: un camino que atraviesa los niveles primario y secundario                               | Ethel Barrio, Liliana Lalanne y Analía Petich                                   | Ediciones Novedades Educativas |
| 2010 | La aventura de enseñar Ciencias Naturales                                                                           | Melina Furman y María Eugenia Podestá                                           | Aique Educación                |
| 2009 | Probabilidad y estadística: cómo trabajar con niños y jóvenes                                                       | Ana P. de Bressan y Oscar Bressan                                               | Ediciones Novedades Educativas |
| 2008 | Enseñar aritmética a los más chicos. De la exploración al dominio                                                   | Cecilia Parra e Irma Saiz                                                       | Homo Sapiens Ediciones         |
| 2007 | Enseñar el juego y jugar la enseñanza                                                                               | Patricia M. Sarlé                                                               | Editorial Paidós               |
| 2006 | Escribir, leer y aprender en la universidad. Una introducción a la alfabetización académica                         | Paula Carlino                                                                   | Fondo de Cultura Económica     |
| 2006 | La ciencia en el aula. Lo que nos dice la ciencia sobre cómo enseñarla                                              | Gabriel Gellon, Elsa Rosenvasser Feher, Melina Furman y Diego Golombek          | Editorial Paidós               |
| 2005 | Una introducción a la formación en el trabajo. Hacer visible lo invisible                                           | Ernesto Gore y Marisa Vázquez Mazzini                                           | Fondo de Cultura Económica     |
| 2004 | Escuelas Charter y empresas                                                                                         | Mónica Pini                                                                     | Editorial Miño y Dávila.       |
| 2003 | Para leerte mejor…Cómo evaluar la calidad de los libros escolares                                                   | María Cristina Rinaudo y Celia Fabiana Galvalisi                                | Editorial La Colmena           |
| 2002 | Uno, dos, tres…geometría otra vez. De la intuición al conocimiento formal en la EGB                                 | José Villella                                                                   | Aique Grupo Editor             |
| 2001 | La informática integrada en proyectos de Lengua, Matemática, Ciencias Sociales y Ciencias Naturales                 | Verónica Diez y Alicia Robino                                                   | Aique Grupo Editor             |
| 2000 | Matemática. Una mirada funcional. Álgebra y geometría. Una mirada numérica. Aritmética, probabilidad y estadística  | Liliana M. Gysin y Graciela I. Fernández                                        | A-Z Editora                    |
| 1999 | Enseñar Ciencias Naturales en el tercer ciclo de la E.G.B.                                                          | Graciela Merino                                                                 | Aique Grupo Editor             |
| 1998 | Formación Docente con los maestros. Un lugar posible                                                                | Mabel Pipkin Embón                                                              | Homo Sapiens Ediciones         |